# St. Louis (rijeka)
St. Louis je rijeka u SAD-u, saveznim državama Minnesota i Wisconsin koja se nakon 288 km tijeka kao estuarij ulijeva u jezero Superior. Rijeka izvire kraj grada Hoyt Lakes, Minnesota, a između susjednih gradova Duluth, Minnesota i Superior, Wisconsin postaje estuarij. 
Na jeziku pripadnika plemena Chippewa rijeka se naziva Gichigami-ziibi što bi značilo "rijeka velikog jezera".